# Psaume 117 (116)

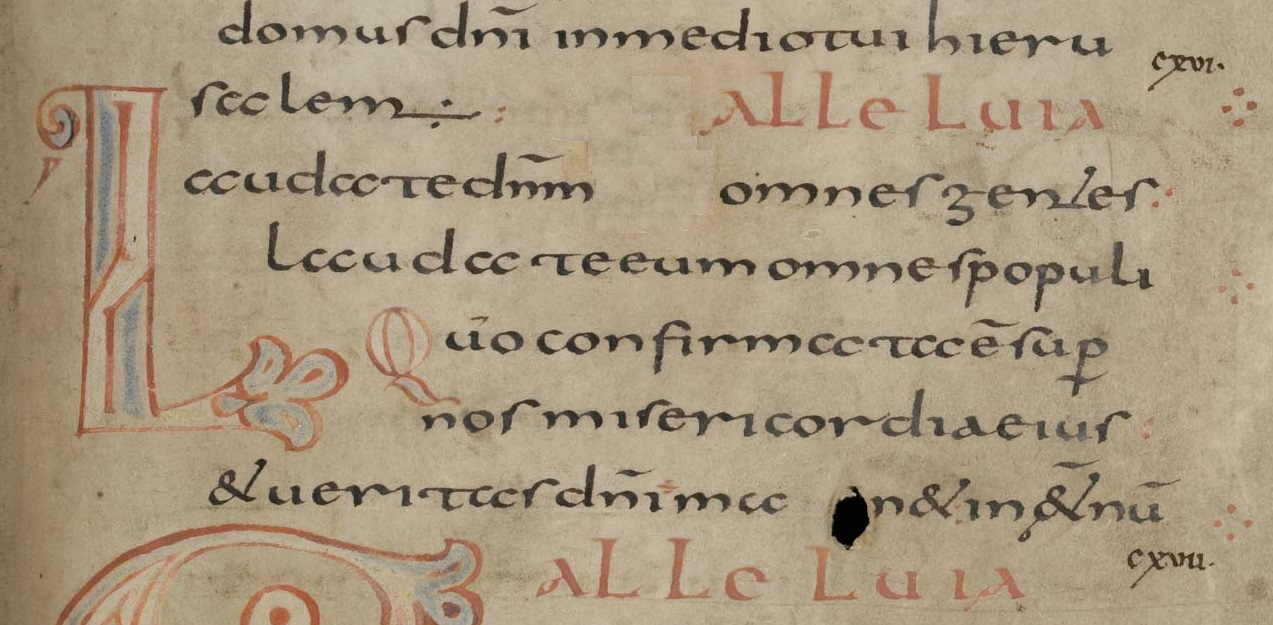
Psaume 117. Psautier manuscrit du scribe Wolfcoz I. Entre 820-830.

Le Psaume 117 (116 selon la numérotation grecque) est le psaume le plus court du Livre des Psaumes, avec seulement deux versets. Il fait partie du Hallel, car il commence par le cri de louange Alléluia, et le Tétragramme יהוה (YHWH) se retrouve en début et fin de psaume. Par ailleurs, le premier verset est cité dans le Nouveau Testament (Épître aux Romains 15:11).

## Texte
| verset | original hébreu                              | traduction française de Louis Segond                                                 | Vulgate latine                                                                         |
| ------ | -------------------------------------------- | ------------------------------------------------------------------------------------ | -------------------------------------------------------------------------------------- |
| 1      | הַלְלוּ אֶת-יְהוָה, כָּל-גּוֹיִם; שַׁבְּחוּהוּ, כָּל-הָאֻמִּים      | Louez l’Éternel, vous toutes les nations, célébrez-le, vous tous les peuples !       | Alleluia laudate Dominum omnes gentes laudate eum omnes populi                         |
| 2      | כִּי גָבַר עָלֵינוּ, חַסְדּוֹ-- וֶאֱמֶת-יְהוָה לְעוֹלָם:הַלְלוּ-יָהּ | Car sa bonté pour nous est grande, et sa fidélité dure à toujours. Louez l’Éternel ! | Quoniam confirmata est super nos misericordia eius et veritas Domini manet in saeculum |

## Thème du psaume
Il est question de la louange de l'Éternel par tous les peuples. Le second verset exprime la raison du premier verset : la bonté de l'Éternel a été expérimentée dans le passé, et sa fidélité durera toujours. Si l'on prend en considération tout le livre des psaumes, on voit que ce psaume vient résumer et conclure tous les psaumes du hallel, et même tous les psaumes précédents depuis le psaume 107, car ils invitent Israël et toutes les nations à louer l'Éternel.

## Usages liturgiques

### Dans le judaïsme
Comme le psaume 117 fait partie du hallel, il est lu en entier les jours de récitation du hallel.

### Dans le christianisme

#### Chez les catholiques
Dans la règle de saint Benoît, ce psaume était attribué à l'office de vêpres du lundi. Si saint Benoît de Nursie composait généralement son office de vêpres de quatre psaumes, en raison de la brièveté de celui-ci, il y ajouta un autre psaume,.  
Cependant, le psaume 117 est actuellement lu dans la liturgie des Heures chaque samedi des première et troisième semaines, aux laudes.
De plus, dans la messe de l'Adoration eucharistique, on chante ce psaume, par exemple le 14 juin 2020 à la basilique Saint-Pierre du Vatican dont la messe de la Fête-Dieu était présidée par le pape François.

## Mise en musique
Le psaume 117 a été de nombreuses fois mis en musique sous son nom latin, Laudate Dominum. Dans la période Renaissance, baroque et classique, des compositeurs tels que William Byrd, Michel-Richard de Lalande, Marc-Antoine Charpentier six fois (H.152, H.159, H.182, H.214, H.223, H.227) ou Mozart, pour les Vêpres solennelles d'un Confesseur (K.339), ont composé pour ce psaume. Dans les années 1960, le compositeur américain Robert Strassburg (1915-2003) a composé de la musique pour le psaume utilisé dans la liturgie juive. Plus récemment, la communauté de Taizé a proposé un arrangement très populaire.